# Christianisation de l'Islande
Pour des articles plus généraux, voir Histoire de l'Islande et Christianisation des peuples scandinaves.
La christianisation de l'Islande (en islandais : kristnitaka, littéralement « prise du christianisme ») intervient en l'an mille.

## Prémices

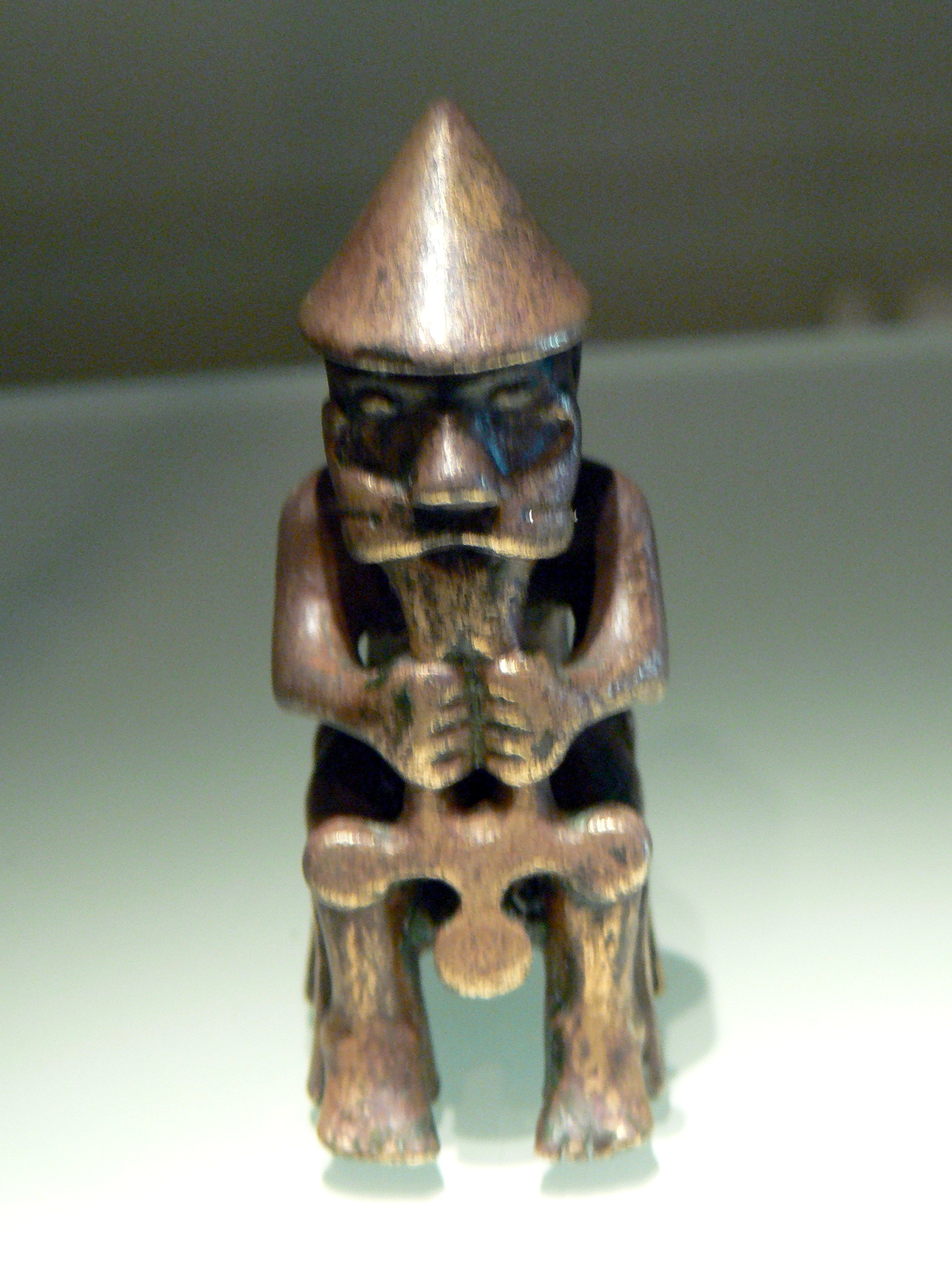
Statuette de Thor (dieu nordique du tonnerre) trouvée en Islande (Xe siècle).

Les premières manifestations du christianisme en Islande apparaissent selon toute vraisemblance avec l’arrivée des premiers colons lors de la colonisation de l'Islande au cours des IXe et Xe siècles de l’ère chrétienne. Certains d’entre eux étaient originaires des Îles Britanniques et furent convertis au christianisme au contact avec les Irlandais. Cependant la plupart des colons étaient païens, adorant les Ases (les dieux nordiques), ce qui permet d’affirmer que tout culte chrétien s’éteint au bout d’une ou deux générations.

## Témoignages
On considère généralement que l’Islande a adopté le christianisme lors d'un thing vers l'an 999. La plupart des faits historiques qu’a connu l’Islande avant la conversion sont consignés dans l'Íslendingabók (« livre des Islandais ») d'Ari Þorgilsson, les sagas des Islandais et des écrits de l’Église à propos des premiers évêques et pasteurs. Le compte rendu d'Ari Þorgilsson concernant la conversion semble être fiable; bien qu’il soit né soixante-sept ans après la conversion, ses sources sont de première main.

## Des débuts peu concluants
À partir de 980, l’Islande fut visitée par plusieurs missionnaires. le premier d’entre eux semble être un Islandais de retour dans son pays après un voyage à l’étranger, Thorvald Konradsson. Il était accompagné d’un évêque allemand appelé Fridrek, dont on sait peu de choses. Toujours est-il que la tentative de Konradsson de convertir les Islandais au christianisme ne rencontra pas un franc succès. Il fut ridiculisé et finalement chassé du pays pour son implication dans un différend où deux hommes furent tués.

## L'action du roi Olaf

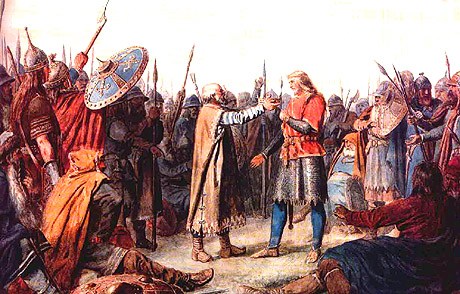
Olaf Tryggvasson devient Olaf Ier de Norvège.

L’accession au trône du roi Olaf Ier de Norvège décupla les efforts pour christianiser l’Islande. Olaf renvoya dans son pays un Islandais nommé Stefnir Thorgilsson pour convertir ses compatriotes. Celui-ci détruisit violemment des représentations et des sanctuaires sacrés, ce qui le rendit si impopulaire qu’il fut déclaré hors-la-loi. Après l’échec de Thorgilsson, Olaf manda un prêtre appelé Thangbrand. Thangbrand était un dévot expérimenté, car il avait déjà à son actif la conversion au christianisme de la Norvège et des îles Féroé. Sa mission, qui dura de 997 à 999, ne connut qu’un succès mitigé. Certes, il réussit à convertir quelques chefs parmi les plus importants, mais tua deux ou trois individus au passage. Thangbrand retourna en Norvège en 999 afin d’avouer son échec au roi Olaf. Ce dernier adopta alors une attitude beaucoup plus radicale à l’égard des Islandais. Il refusa aux marins islandais l’accès aux ports norvégiens et prit en otage des Islandais résidant en Norvège. Cela coupa tout échange entre l’Islande et son principal partenaire commercial. Certains des otages étaient des enfants d’éminents chefs islandais, et Olaf menaça de les tuer si les Islandais n’acceptaient pas le christianisme. La politique étrangère de l’état libre islandais consistait essentiellement à maintenir de bonnes relations avec la Norvège. Les chrétiens islandais utilisèrent la menace du roi pour intensifier leur campagne de conversion. Les deux religions rivales divisèrent rapidement divisé le pays en deux : on frôlait la guerre civile.

## La décision de Thorkelsson

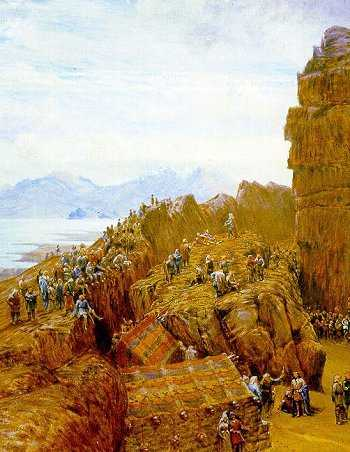
Peinture du XIXe siècle montrant une session de l’Alþing à Þingvellir.

Cette situation dure jusqu’au rassemblement du parlement islandais, l’Alþing, l’été suivant. Des heurts entre membres des deux communautés religieuses sont à prévoir, mais des médiateurs décident de traiter la question par arbitrage. Le lögsögumad de l’Athing, Thorgeir Thorkelsson (Þorgeir Þorkelsson Ljósvetningagoði), est accepté en tant que médiateur par les deux parties car on le considére comme un homme modéré et raisonnable. Il accepte la responsabilité de décider si l’Islande devait devenir chrétienne, à condition que les deux parties acceptent la décision. Quand cela est accepté, il passe un jour et une nuit de contemplation, blotti dans une couverture de fourrure.
Le jour suivant, il annonce que l’Islande devient chrétienne, bien que la consommation de viande de cheval, condamnée par le christianisme, reste autorisée. Le culte païen privé est également maintenu, en contradiction avec le second et le quatrième commandement du christianisme.
Thorkelsson, qui était lui-même un prêtre païen, se saisit de ses idoles païennes et les lança dans une grande cascade, appelée de nos jours la Cascade des Dieux (Goðafoss). La question religieuse résolue, la décision de Thorkelsson fut respectée et les baptêmes commencèrent. Cette christianisation rapide est remarquable[réf. nécessaire], au regard des décennies de dissensions qui ont été nécessaires pour que la Norvège devienne complètement chrétienne. On peut dire que cette facile conversion résulte d’un appui politique fort des chefs de clans islandais qui craignaient la guerre civile[réf. nécessaire]. Une fois que l’Église fut fermement implantée en Islande, on tenta d'interdire tout culte païen ainsi que la consommation de viande de cheval. Les sièges épiscopaux sont fixés à Skálholt au sud et à Hólar au nord.